# Ali Ulusoy
Ali Ulusoy (Rotterdam, 28 februari 1996) is een Nederlands-Turks voetballer die bij voorkeur als rechtsback speelt.

## Clubcarrière
Ulusoy is afkomstig uit de jeugdopleiding van Feyenoord en ging in 2015 naar FC Utrecht. Op 5 augustus 2016 debuteerde hij voor Jong FC Utrecht in de Eerste divisie, tegen NAC Breda. Hij speelde de volledige wedstrijd. De club uit Breda won de openingswedstrijd van het seizoen 2016/17 met 4–1 na treffers van Jeff Stans, Cyriel Dessers, Bodi Brusselers en Gianluca Nijholt. Jong Utrecht scoorde tegen via Rodney Antwi.
Op 20 oktober 2017 tekende Ulusoy na een succesvolle stage een contract tot medio 2018 bij FC Volendam. Hier kwam hij Rodney Antwi tegen, waarmee hij eerder bij Jong FC Utrecht speelde. Ulusoy speelde slechts twee wedstrijden voor FC Volendam en verliet de club aan het einde van het seizoen 2017/18.
Hij liep vervolgens zonder succes stage bij Denizlispor. In februari 2019 sloot hij aan bij het Duitse SV Heimstetten dat uitkomt in de Regionalliga Bayern. Hij wilde weer professioneel voetballer worden, in welk land dan ook, en hoopte zich bij Heimstetten in de kijker te spelen van een profclub. Dit lukte echter niet en aan het einde van het seizoen verliet hij de club. Ulusoy keerde vervolgens terug bij SC Feyenoord, waar hij vroeger in de jeugd had gespeeld. In 2022 ging hij naar VV Capelle.

## Clubstatistieken
| Seizoen         | Club            | Competitie      | Competitie | Competitie | Beker | Beker | Totaal | Totaal |
| Seizoen         | Club            | Competitie      | Wed.       | Dlp.       | Wed.  | Dlp.  | Wed.   | Dlp.   |
| --------------- | --------------- | --------------- | ---------- | ---------- | ----- | ----- | ------ | ------ |
| 2016/17         | Jong FC Utrecht | Eerste divisie  | 29         | 0          | 0     | 0     | 29     | 0      |
| 2017/18         | FC Volendam     | Eerste divisie  | 2          | 0          | 0     | 0     | 2      | 0      |
| 2018/19         | SV Heimstetten  | RL Bayern       | 12         | 0          | 0     | 0     | 12     | 0      |
| Carrière totaal | Carrière totaal | Carrière totaal | 43         | 0          | 0     | 0     | 43     | 0      |

Bijgewerkt tot 1 juli 2019